# قلندري (مقاطعة فارياب)
قلندري (بالفارسية: تلمبه قلندری) هي مستوطنة تقع في كرمان في إيران. يقدر عدد سكانها بـ 76 نسمة بحسب إحصاء 2016.